# グレッグ・テイラー (1997年生のサッカー選手)
グレッグ・ジョン・テイラー（Greg John Taylor, 1997年11月5日 - ）は、スコットランド・グリーノック出身のサッカー選手。PAOKテッサロニキ所属。スコットランド代表。ポジションはディフェンダー。

## クラブ経歴

### ユース
レンジャーズFCの下部組織に6年間在籍したが、「あまりにも小さくて細い」との理由で放出された。2014年7月にキルマーノックFCの下部組織に移籍、U-17、U-20両チームで主将を務め、2016年にトップチームに昇格した。

### キルマーノック
2016年5月14日にトップチーム初出場。2015-16シーズン終了後に3年契約を締結した。
リー・クラーク監督時代から3人の監督の下で不動のレギュラーを務め、2018年4月には2021年6月まで契約を延長した。2019年3月30日の試合でプロ初得点も記録した。

### セルティック
2019年夏の移籍市場では1.FCニュルンベルク、サンダーランドAFC、セルティックFCからオファーを受けた。最終的には9月2日にセルティックへの移籍が決定し、4年契約を締結した。

### PAOKテッサロニキ
2025年7月1日、PAOKテッサロニキへ加入。

## 代表経歴
2017年3月にU-21代表初出場を記録。同年の第45回トゥーロン国際大会にもU-20代表として出場し、ブラジルU-20代表から得点を奪い1-0の勝利に貢献した。この大会では彼自身はスコットランド代表としては唯一のベストイレブンに選出され、個人としては大会で4位の名誉を受けた。
2019年6月にUEFA EURO 2020予選に向けたスコットランドA代表のメンバーに選出された。キプロス代表戦ではベンチであったが、主将のアンドリュー・ロバートソンが負傷すると11日のFIFAランク1位・ベルギー代表戦で代表初出場を記録した。試合はアウェーで3-0の敗北に終わったが、スティーブ・クラーク監督は代表デビューを果たした彼に対してexcellentの評価を下した。11月の代表戦でも出場を重ね、セルティックでもチームメイトのジェームズ・フォレストとの左サイドのコンビネーションで称讃を受けた。
UEFA EURO 2024に選出

## タイトル
セルティックFC
- スコティッシュ・プレミアシップ：1回 (2019-20)
- スコティッシュカップ：1回 (2019-20)
- スコティッシュリーグカップ：1回 (2021-22)

## 私生活
弟のアリー・テイラーもサッカー選手。彼は2020年2月のセルティック戦で選手初出場を記録し、兄弟対決となった。